# Gaertnera longifolia
Gaertnera longifolia är en måreväxtart som beskrevs av Wenceslas Bojer. Gaertnera longifolia ingår i släktet Gaertnera och familjen måreväxter. IUCN kategoriserar arten globalt som akut hotad.
Artens utbredningsområde är Mauritius. Inga underarter finns listade i Catalogue of Life.